# Elezioni comunali in Basilicata del 2016
Le elezioni comunali in Basilicata del 2016 si sono tenute il 5 giugno (con ballottaggio il 19 giugno).

## Potenza

### Melfi
| Candidati                     | Candidati                | II turno             | II turno           | I turno | I turno | Liste               | Voti   | %     | Seggi |
| Candidati                     | Candidati                | Voti                 | %                  | Voti    | %       | Liste               | Voti   | %     | Seggi |
| ----------------------------- | ------------------------ | -------------------- | ------------------ | ------- | ------- | ------------------- | ------ | ----- | ----- |
|                               | Livio Valvano ✔️ Sindaco | 5 367                | 57,10              | 5 423   | 47,68   | Partito Democratico | 2 219  | 20,02 | 4     |
| Cittadini per Melfi           | Livio Valvano ✔️ Sindaco | 5 367                | 57,10              | 5 423   | 47,68   | 1 507               | 13,59  | 2     |       |
| Partito Socialista Italiano   | Livio Valvano ✔️ Sindaco | 5 367                | 57,10              | 5 423   | 47,68   | 1 350               | 12,18  | 2     |       |
| Melfi Popolare                | Livio Valvano ✔️ Sindaco | 5 367                | 57,10              | 5 423   | 47,68   | 782                 | 7,05   | 1     |       |
| Noi Melfitani                 | Livio Valvano ✔️ Sindaco | 5 367                | 57,10              | 5 423   | 47,68   | 635                 | 5,73   | 1     |       |
| I Social Democratici          | Livio Valvano ✔️ Sindaco | 5 367                | 57,10              | 5 423   | 47,68   | 113                 | 1,02   | –     |       |
|                               | Alfonso Navazio          | 4 032                | 42,90              | 3 681   | 32,36   | Melfi per Tutti     | 1 397  | 12,60 | 2     |
| Idea per Melfi                | Alfonso Navazio          | 4 032                | 42,90              | 3 681   | 32,36   | 956                 | 8,62   | 1     |       |
| Forza Italia                  | Alfonso Navazio          | 4 032                | 42,90              | 3 681   | 32,36   | 954                 | 8,61   | 1     |       |
| Seggio di coalizione          | Seggio di coalizione     | Seggio di coalizione | 42,90              | 3 681   | 32,36   | 1                   |        |       |       |
|                               | Angela Bisogno           | Angela Bisogno       | Angela Bisogno     | 1 829   | 16,08   | Movimento 5 Stelle  | 790    | 7,13  | –     |
| Seggio di coalizione          | Seggio di coalizione     | Seggio di coalizione | Angela Bisogno     | 1 829   | 16,08   | 1                   |        |       |       |
|                               | Arturo Aquilecchia       | Arturo Aquilecchia   | Arturo Aquilecchia | 283     | 2,49    | Fratelli d'Italia   | 254    | 2,29  | –     |
|                               | Gioacchino d'Amato       | Gioacchino d'Amato   | Gioacchino d'Amato | 158     | 1,39    | Noi con Salvini     | 129    | 1,16  | –     |
| Totale                        | Totale                   | 9 399                | 100                | 11 374  | 100     |                     | 11 086 | 100   | 16    |
|                               |                          |                      |                    |         |         |                     |        |       |       |
| Fonte: Ministero dell'interno |                          |                      |                    |         |         |                     |        |       |       |

## Matera

### Pisticci
| Candidati                     | Candidati                | II turno             | II turno       | I turno | I turno | Liste               | Voti  | %     | Seggi |
| Candidati                     | Candidati                | Voti                 | %              | Voti    | %       | Liste               | Voti  | %     | Seggi |
| ----------------------------- | ------------------------ | -------------------- | -------------- | ------- | ------- | ------------------- | ----- | ----- | ----- |
|                               | Viviana Verri ✔️ Sindaco | 5 921                | 63,27          | 3 166   | 31,41   | Movimento 5 Stelle  | 2 014 | 21,04 | 10    |
|                               | Vito Di Trani            | 3 437                | 36,73          | 2 780   | 27,58   | Forum Democratico   | 1 521 | 15,89 | 1     |
| Di Trani Sindaco              | Vito Di Trani            | 3 437                | 36,73          | 2 780   | 27,58   | 879                 | 9,18  | –     |       |
| Insieme si Può                | Vito Di Trani            | 3 437                | 36,73          | 2 780   | 27,58   | 294                 | 3,07  | –     |       |
| Seggio di coalizione          | Seggio di coalizione     | Seggio di coalizione | 36,73          | 2 780   | 27,58   | 1                   |       |       |       |
|                               | Michele Leone            | Michele Leone        | Michele Leone  | 2 115   | 20,98   | Paese Unico         | 770   | 8,05  | 1     |
| Idea per Pisticci             | Michele Leone            | Michele Leone        | Michele Leone  | 2 115   | 20,98   | 584                 | 6,10  | –     |       |
| Nuovo Futuro                  | Michele Leone            | Michele Leone        | Michele Leone  | 2 115   | 20,98   | 457                 | 4,78  | –     |       |
| Pisticci Popolare             | Michele Leone            | Michele Leone        | Michele Leone  | 2 115   | 20,98   | 444                 | 4,64  | –     |       |
| Seggio di coalizione          | Seggio di coalizione     | Seggio di coalizione | Michele Leone  | 2 115   | 20,98   | 1                   |       |       |       |
|                               | Andrea Badursi           | Andrea Badursi       | Andrea Badursi | 2 020   | 20,04   | Partito Democratico | 1 258 | 13,15 | 1     |
| Pisticci Democratica          | Andrea Badursi           | Andrea Badursi       | Andrea Badursi | 2 020   | 20,04   | 590                 | 6,17  | –     |       |
| Unione di Centro              | Andrea Badursi           | Andrea Badursi       | Andrea Badursi | 2 020   | 20,04   | 487                 | 5,09  | –     |       |
| Uniti per Pisticci            | Andrea Badursi           | Andrea Badursi       | Andrea Badursi | 2 020   | 20,04   | 272                 | 2,84  | –     |       |
| Seggio di coalizione          | Seggio di coalizione     | Seggio di coalizione | Andrea Badursi | 2 020   | 20,04   | 1                   |       |       |       |
| Totale                        | Totale                   | 9 358                | 100            | 10 081  | 100     |                     | 9 570 | 100   | 16    |
|                               |                          |                      |                |         |         |                     |       |       |       |
| Fonte: Ministero dell'interno |                          |                      |                |         |         |                     |       |       |       |